# Минко Гочев
Минко Гочев е български общественик от Македония.

## Биография
Роден е на 7 септември 1899 г. в град Дебър, Македония. Получава средно образование и се занимава с книжарство, печатарство и продава галантерия. Той е дългогодишен член на управителния съвет на Популярната банка в Борисовград.